# Telos (album)
Telos è il terzo album in studio del produttore di musica elettronica russo-tedesco Zedd. E' il suo primo album da True Colors del 2015, pubblicato il 30 agosto 2024 su Interscope Records.

## Contesto e promozione
In un video di riepilogo del 2023 caricato su Instagram, Zedd ha annunciato che stava lavorando a un nuovo album, definendo il progetto "l'album più genuino e profondamente personale che abbia mai realizzato". Nel maggio 2024, durante un'esibizione al festival musicale EDC di Las Vegas, Zedd ha annunciato la data di uscita dell'album utilizzando lo skywriting. Il titolo dell'album e la copertina sono stati rivelati in un post su Instagram caricato poco dopo l'EDC.
Il 21 giugno 2024 è stato pubblicato il singolo principale dell'album Out of Time, con la voce di Bea Miller. Due settimane dopo, Zedd annunciò una partnership con 5 Gum per produrre uno spettacolo esclusivo in una bodega sconosciuta di New York City. Lo spettacolo ha incluso canzoni inedite di Telos. I fan sono stati invitati a competere per i biglietti gratuiti dell'evento partecipando a una caccia al tesoro, con indizi pubblicati da Zedd e dagli account sui social media di 5 Gum ogni giorno fino all'evento programmato del 22 agosto.
Il secondo singolo dell'album, Lucky (con Remi Wolf), è stato pubblicato il 9 agosto 2024.

## Tracce
1. Out of Time (featuring Bea Miller) – 3:42 (Anton Zaslavski, Beatrice Annika Miller, Jihyo, Chaeyoung, Jake Sim)
2. Tangerine Rays (with Ellis featuring Bea Miller) – 4:12 (Zaslavski, Miller)
3. Shanti (with Grey) – 3:25 (Zaslavski, Heeseung)
4. No Gravity (featuring Bava) – 3:31 (Zaslavski, Bava)
5. Sona (with The Olllam) – 3:08 (Zaslavski)
6. Lucky (featuring Remi Wolf) – 2:07 (Zaslavski, Remi Francis Wolf)
7. Dream Brother (featuring Jeff Buckley) – 4:58 (Zaslaviski, Buckley, JungwonNi-Ki)
8. Descensus (with Mesto featuring Dora Jar) – 3:05 (Zaslavski, Jarkowski, Heeseung, Jay, Jake, HAN (3RACHA), Jihyo, Chaeyoung)
9. Automatic Yes (featuring John Mayer) – 3:25 (Zaslavski, Mayer)
10. 1685 (featuring Muse) – 6:11 (Zaslavski, Matt Bellamy)